# Damon Wayans Jr.
Damon Kyle Wayans Jr. (Huntington, 1982. november 18. –) amerikai színész, humorista.
Fontosabb alakításai közé tartozik a Happy Endings – Fuss el véle! (2011–2013) és az Új csaj (2011–2018) című szituációs komédiák. 2014-ben a Kamuzsaruk című bűnügyi vígjáték főszereplője volt és a Hős6os című animációs filmben is szinkronszerepet vállalt. Feltűnt még a Hogyan legyünk szinglik? (2016), a Baromi őrjárat 2. (2018) és a Garantált szerelem (2020) című filmekben.
A Wayans család tagjaként Damon Wayans színész-humorista legidősebb fia, valamint Keenen Ivory Wayans, Shawn Wayans, Kim Wayans és Marlon Wayans unokaöccse.

## Élete
1982. november 18-án született a vermonti Huntingtonban, Lisa Thorner és a színész-komikus Damon Wayans gyermekeként. Három fiatalabb testvére van: Michael, Cara Mia és Kyla.

## Pályafutása

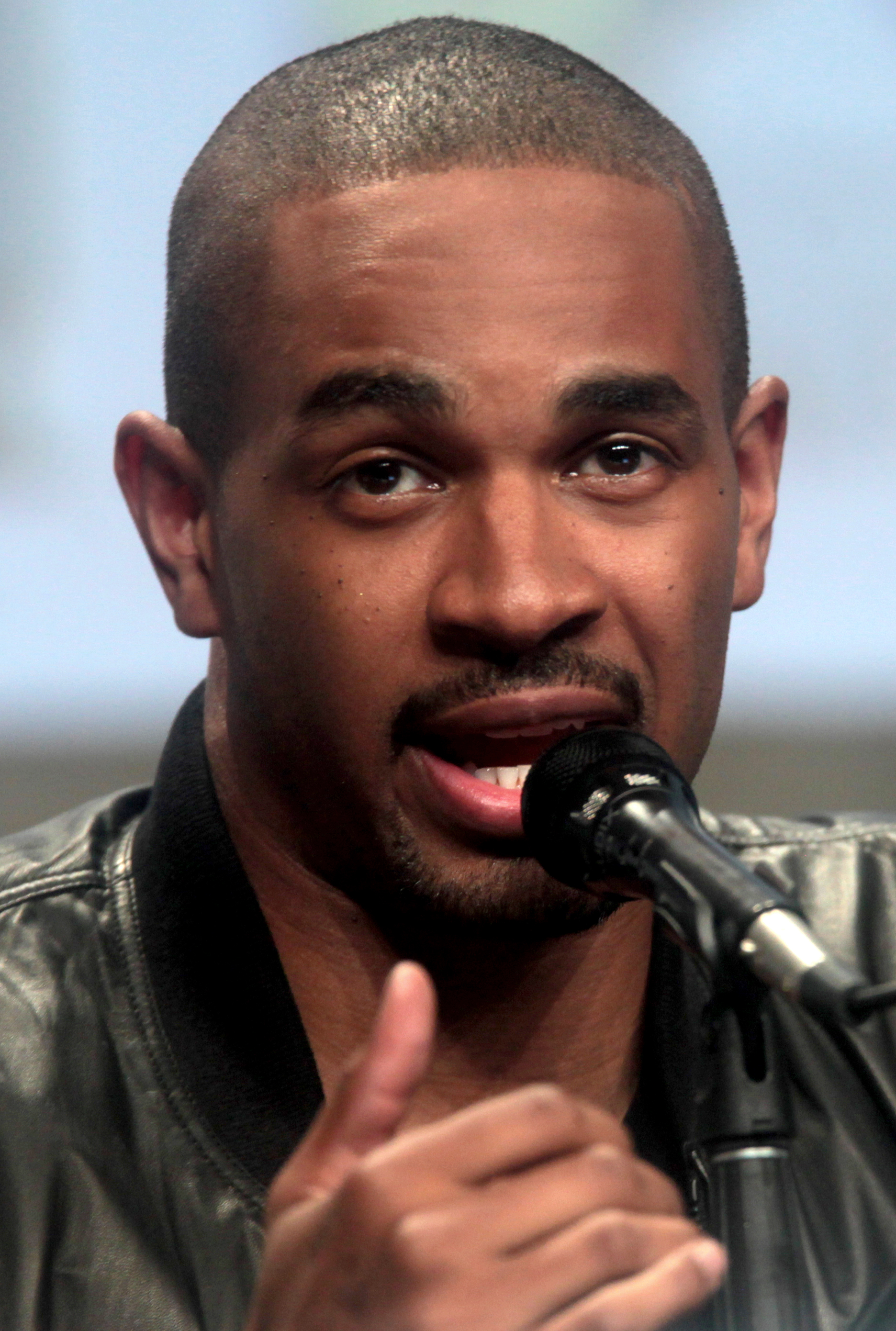
Wayans a 2014-es Comic-Con International-en, a Kamuzsaruk című film népszerűsítése közben

Wayans 1994-ben debütált a filmvilágban, amikor szerepet kapott apja Szupermanus című játékfilmjében, amelyben a fiatal Kevint alakította. Ezt követően feltűnt az apja által készített Életem értelmei című sitcomban, mint John, Junior egyik barátja. Később a sorozat írójaként dolgozott.
A The Undergroundban játszott, illetve íróként dolgozott. Wayans Jr. a közönséget is meglepte; a Def Comedy Jamben való debütálása során álló ovációban részesült. Feltűnt a Wayans család Táncfilm című vígjátékában a film főszereplőjeként, Thomas szerepében.
2011 áprilisától 2013 májusáig az ABC Happy Endings – Fuss el véle! című vígjátéksorozatának egyik főszereplőjét, Brad Williamst alakította Eliza Coupe, Elisha Cuthbert, Zachary Knighton, Adam Pally és Casey Wilson mellett. A kritikusok elismerése és a rajongói kultusz ellenére az ABC a harmadik évad befejezése után, 2013. május 3-án törölte a sorozatot. A Happy Endings – Fuss el véle! című sorozatban nyújtott munkájáért a NAACP Image Awards és a Critic's Choice Television Awards díjátadón a „Legjobb mellékszereplő vígjátéksorozatban” kategóriában jelölték.
2011. május 16-án a Fox csatorna bejelentette, hogy bevállalta a Zooey Deschanel vezette Új csaj című vígjátékot, amelyben egy edző mellékszerepét alakította. A Happy Endings azonban már megkapta a második évadot a konkurens ABC csatornán. Az Új csaj producerei eredetileg azt tervezték, hogy újraforgatják Wayans szerepét, de később úgy döntöttek, nem veszik fel újra a próbaepizódot. Ehelyett a második epizódtól kezdve Wayans karakterét Lamorne Morris helyettesítette, aki Winston, egy korábbi szobatárs szerepét töltötte be, aki Lettországban profi kosárlabdázó karriert futott be.
Miután a Happy Endings a harmadik évad után megszűnt, 2013 júliusában bejelentették, hogy Wayans visszatér legalább négy epizód erejéig az Új csaj következő harmadik évadában. 2013 novemberében kiderült, a 3. évad hátralévő részében is a sorozat tagja marad. 2014 májusában visszatért a sorozat negyedik évadában. 2018 októberében a Happy Together című szitkomban szerepelt Amber Stevens West mellett. Az alacsony nézettség miatt 13 epizód után törölték. 2024-ben az apja, Damon Wayans Sr. mellett szerepelt a Papa háza című sorozatban, amelyet az ő valós életük ihletett. A sorozatot 18 epizód után az alacsony nézettség miatt szintén törölték.

## Magánélete
Wayans 6 gyermek édesapja. Két lánya van Aja Metoyer középiskolai exbarátnőjétől, akit egyszer beperelt a teljes felügyeleti jogért, amikor lányaik kamaszkorban voltak, mert aggódott, hogy anyjuk életmódja hatással van rájuk. Jelenlegi feleségétől, Samara Saraivától 4 gyermeke van: két lány és két fiú. Van egy Itali nevű unokájuk is, lányuktól, Berlyn Wayanstól és annak középiskolai ex-pasijától, Mike Price-tól.

## Filmográfia

### Film
| Év   | Magyar cím                        | Eredeti cím                                | Szerep                 | Magyar hang    |
| ---- | --------------------------------- | ------------------------------------------ | ---------------------- | -------------- |
| 1994 | Szupermanus                       | Blankman                                   | Kevin Walker fiatalon  | Szőke András   |
| 2009 | Táncfilm                          | Dance Flick                                | Thomas Uncles          | Hamvas Dániel  |
| 2010 | Marmaduke – A kutyakomédia        | Marmaduke                                  | Dörgő (hangja)         | Magyar Attila  |
| 2013 | Pancser Police                    | The Other Guys                             | Fosse nyomozó          | Fenyő Iván     |
| 2014 | Vállalhatatlan zsák foltot keres  | Someone Marry Barry                        | Desmond                | Zámbori Soma   |
| 2014 | Kamuzsaruk                        | Let's Be Cops                              | Justin Miller          | Szatory Dávid  |
| 2014 | Hős6os                            | Big Hero 6                                 | Wasabi (hangja)        | Nagy Ervin     |
| 2016 | Őslények országa – A szív útja    | The Land Before Time: Journey of the Brave | Vadkarom (hangja)      |                |
| 2016 | Hogyan legyünk szinglik?          | How to Be Single                           | David Stone            | Dévai Balázs   |
| 2018 | Baromi őrjárat 2.                 | Super Troopers 2                           | Wagner járőr           | Dévai Balázs   |
| 2019 | Kópé                              | Trouble                                    | Gizmo (hangja)         | Takátsy Péter  |
| 2020 | Garantált szerelem                | Love, Guaranteed                           | Nick Evans             | Szatory Dávid  |
| 2021 | Barb és Star Vista Del Marba megy | Barb and Star Go to Vista Del Mar          | Darlie Bunkle (hangja) | Galambos Péter |
| 2021 | Cherry: Az elveszett ártatlanság  | Cherry                                     | kiképző őrmester       |                |
| 2021 | Hosszú hétvége                    | Long Weekend                               | Doug                   | Szatory Dávid  |
| 2021 | A vadnyugat törvényei szerint     | The Harder They Fall                       | Monroe Grimes          | Papp Dániel    |
| 2024 | Nem kispályás                     | Players                                    | Adam                   | Varga Gábor    |
| 2025 | Majdnem terhes                    | Kinda Pregnant                             | Dave                   | Bozsó Péter    |

### Televízió
| Év        | Magyar cím                     | Eredeti cím                              | Szerep                    | Megjegyzések                                                    |
| --------- | ------------------------------ | ---------------------------------------- | ------------------------- | --------------------------------------------------------------- |
| 2001–2004 | Életem értelmei                | My Wife and Kids                         | John                      | 8 epizód                                                        |
| 2006      |                                | The Underground                          | több szerep               | 11 epizód                                                       |
| 2011–2013 | Happy Endings – Fuss el véle!  | Happy Endings                            | Brad Williams             | főszereplő (58 epizód)                                          |
| 2011–2018 | Új csaj                        | New Girl                                 | Edző                      | fő- és mellékszereplő (44 epizód)                               |
| 2012      |                                | Happy Endings: Happy Rides               | Brad Williams             | 2 epizód                                                        |
| 2012      | NTSF:SD:SUV::                  | NTSF:SD:SUV::                            | Garett                    | 1 epizód                                                        |
| 2016      | Brooklyn 99 – Nemszázas körzet | Brooklyn Nine-Nine                       | Stevie Schillens nyomozó  | 1 epizód                                                        |
| 2017      | Félig üres                     | Curb Your Enthusiasm                     | rendőrtiszt               | 1 epizód                                                        |
| 2018      |                                | The Truth About The Harry Quebert Affair | Perry Gahalowood őrmester | főszereplő (10 epizód)                                          |
| 2018–2019 |                                | Happy Together                           | Jake / Peter              | főszereplő (13 epizód)                                          |
| 2019      |                                | Sherman's Showcase                       | Montell Jordan            | 1 epizód                                                        |
| 2019–2020 | Bob burgerfalodája             | Bob's Burgers                            | Arnold (hangja)           | 3 epizód                                                        |
| 2020      |                                | Hoops                                    | Damian Chapman (hangja)   | 1 epizód                                                        |
| 2020      |                                | The Twilight Zone                        | Jason Grant               | 1 epizód                                                        |
| 2021      |                                | Kenan                                    | Sateen                    | 1 epizód                                                        |
| 2021      |                                | Frogger                                  | házigazda                 | 13 epizód                                                       |
| 2023–     |                                | Raid the Cage                            | házigazda                 | 12 epizód                                                       |
| 2024–2025 | Papa háza                      | Poppa's House                            | Damon                     | - főszereplő - vezető producer - magyar hangja: - Szatory Dávid |
| 2024      | Direkt terápia                 | Shrinking                                | Derrick #2                | mellékszereplő                                                  |

## Fordítás
- Ez a szócikk részben vagy egészben  a   Damon Wayans Jr. című angol Wikipédia-szócikk fordításán alapul.  Az eredeti cikk szerkesztőit annak laptörténete sorolja fel. Ez a jelzés csupán a megfogalmazás eredetét és a szerzői jogokat jelzi, nem szolgál a cikkben szereplő információk forrásmegjelöléseként.